# لو بيجا
دايفد لوبيجا المشهور باسم لو بيجا (بالإنجليزية: lou bega)‏ مغني مامبو من جنسية ألمانية ولد في ميونخ بألمانيا في 13 أبريل 1975 اشتهر بأدائه لأغنية مامبو تحت عنوان مامبو نمبر فايف من أم سيسيلية و أب أوغندي,
أثناء سفرية قام بها لوبيجا في ميامي بالولايات المتحدة لما كان سنه 18 سنة اكتشف لو المامبو و تعود شهرته لأدائه لأغنية مامبو رقم 5

## وصلات خارجية
- لو بيجا على موقع IMDb (الإنجليزية)
- لو بيجا على موقع ميوزك برينز (الإنجليزية)
- لو بيجا على موقع أول ميوزيك (الإنجليزية)
- لو بيجا على موقع ديسكوغز (الإنجليزية)
- لو بيجا على موقع قاعدة بيانات الفيلم (الإنجليزية)

الموقع الرسمي 